# Rudnia-Bystra
Rudnia-Bystra (ukr. Рудня-Бистра) – wieś na Ukrainie, w obwodzie żytomierskim, w rejonie olewskim, nad Uborcią. W 2001 roku liczyła 349 mieszkańców.